# 901
901(구백일)은 900보다 크고 902보다 작은 자연수다.

## 수학
- 합성수로, 그 약수는 1, 17, 53, 901이다. 진약수의 합은 71이므로, 901은 부족수다.
- 25번째 중심있는 삼각수다. 앞의 중심있는 삼각수는 829, 다음은 976이다.

## 교통

### 철도
- 서울 지하철 9호선 개화역의 역번호.

### 도로
- 유럽 고속도로 901호선: 스페인 마드리드에서 발렌시아까지 이어지는 고속도로. 모든 구간이 스페인 아우토비아 3호선(영어판, 스페인어판)으로 지정되어 있다.
- 901번 지방도: 경상북도 김천시 지례면 교리에서 경상북도 영주시 봉현면 오현리까지 이어지는 대한민국의 지방도.

## 문화재
- 대한민국의 보물 제901호: 권벌 종가 고문서

## 기타
- 날짜: 9월 1일
- 연도: 901년, 기원전 901년
- 901 PlayList: 전주방송의 라디오 채널 JTV MAGIC FM의 프로그램.